# Aleksandr Anpilogov
Aleksandr Semjonovitj Anpilogov (georgisk: ალექსანდრე ანპილოგოვი, russisk: Александр Семёнович Анпилогов, født 18. januar 1954 i Tbilisi) er en sovjetisk/georgisk tidligere håndboldspiller, som deltog i OL 1976 og 1980.

## Håndboldkarriere
Anpilogov spillede for klubben Burevestnik i Tbilisi. Ved OL 1976 i Montreal spilled han for Sovjetunionen, der vandt sin indledende pulje med et enkelt nederlag. Formatet i turneringen var, at vinderne af de to puljer mødtes i finalen, og dermed mødte Sovjetunionen Rumænien. Sovjetunionen vandt finalen 19-15 efter blandt andet to mål af Anpilogov og vandt dermed guld, mens Rumænien fik sølv og Polen bronze. Anpilogov spillede i alle seks kampe og scorede i alt 13 mål.
Fire år senere på hjemmebane i Moskva var han igen en del af det sovjetiske hold, de igen vandt sin indledende pulje med fire af fem mulige sejre. I finalen mødte holdet DDR, og kampen endte 20-20 i ordinær tid. I overtiden scorede Anpilogov både det første og det sidste mål, men DDR endte med at vinde 23-22 og dermed guldet, mens Sovjetunionen fik sølv, og Rumænien vandt bronzekampen mod Ungarn. Anpilogov spillede alle seks kampe og scorede i alt 29 mål.